# Breakthrough Starshot

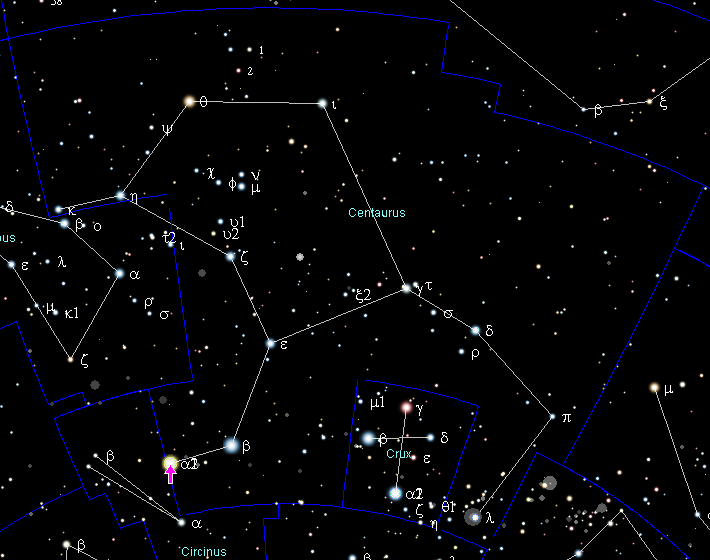
Das Ziel: Alpha Centauri und seine Position am Sternenhimmel

 Breakthrough Starshot (deutsch ‚Durchbruch Sternenschuss‘) ist ein Forschungs- und Entwicklungsprojekt der Breakthrough Initiatives mit dem Ziel, die Machbarkeit einer unbemannten interstellaren Raumfahrtmission nachzuweisen. Finanziert wird es zunächst mit 100 Millionen Dollar des russischstämmigen, amerikanischen Internetmilliardärs Juri Milner.
Ziel des Projektes ist der Beweis, dass es möglich ist, Kleinstraumflugkörper mit Sonnensegeln mittels sehr starkem Laserlicht auf ein Fünftel der Lichtgeschwindigkeit zu beschleunigen und so zunächst Alpha Centauri (das zur Sonne nächstgelegene Sternsystem) zu erreichen, dort Daten zu ermitteln und zur Erde zurückzusenden. Die Initiatoren hoffen, im Falle der erwartbaren Realisierbarkeit des Projektes, dass es auch tatsächlich als internationales Forschungsprojekt umgesetzt wird, und zwar zu einem Aufwand ähnlich dem für die bisher größten internationalen Forschungsprojekte (z. B. dem CERN). Sie schätzen die Entwicklungszeit auf 20 Jahre, die Reisezeit auf 20 Jahre plus die nötige Laufzeit für die Funksignale zur Erde zurück.
Das Projekt wurde am 12. April 2016 von Finanzier Juri Milner und dem britischen theoretischen Physiker und Astrophysiker Stephen Hawking angekündigt. An der Präsentation im One World Observatory des One World Trade Center in New York nahmen auch Ann Druyan, Freeman Dyson, Mae Jemison, Avi Loeb und Pete Worden teil.

## Beteiligte Personen
Im Board (Leitungsgremium) des Projektes sind Juri Milner und Facebook-Vorstandsvorsitzender Mark Zuckerberg. Auch Stephen Hawking gehörte diesem Gremium an.
Executive Director von Breakthrough Starshot und damit verantwortlicher Leiter für die praktische Umsetzung des Projektes ist Pete Worden, der frühere Leiter des NASA AMES Research Center.
Vorsitzender des Breakthrough Starshot Advisory Committee (Beratungskomitee des Projektes) ist der Astrophysiker und Kosmologe Avi Loeb, Professor für theoretische Physik an der Harvard University.
Mitglieder dieses Beratungsgremiums sind unter anderem der Astrophysiker Bruce T. Draine (Princeton University), der französische Astronom Olivier Guyon, der Astrophysiker und Nobelpreisträger Saul Perlmutter (Lawrence Berkeley National Laboratory und University of California, Berkeley), die ehemalige Astronautin und Leiterin des 100-Year-Starship-Projekts Mae Jemison, der Science-Fiction-Autor und Wissenschaftler Geoffrey A. Landis sowie der Plasmaphysiker und frühere Direktor des Instituts für Weltraumforschung der Akademie der Wissenschaften der UdSSR Roald Sagdejew.
Das Konzept wurde von Philip Lubin entworfen.

## Technische Voraussetzungen
Dass Laserstrahlen ein Raumschiff mittels Lichtsegeln beschleunigen können, hatte Robert Forward bereits in den 1970er-Jahren gezeigt. Um aber die für das Projekt erforderliche Geschwindigkeit von 60.000 km/s zu erreichen, dürfen die Kamera und der Funksender sowie die Energieversorgung für beide Geräte und schließlich das Lichtsegel nur ein oder wenige Gramm wiegen und müssen zudem die Beschleunigung von mehreren 10.000 g verkraften. Die zweite Voraussetzung ist, eine Vielzahl von Lasern zu einem 100-Gigawatt-Strahl zu vereinen und während der Beschleunigungsphase auf die kleine Fläche (4 × 4 Meter) des 20 Millionen Kilometer entfernten Lichtsegels zu fokussieren.
Einzelne Aspekte und erforderliche Komponenten sind schon vor Projektbeginn in anderen Zusammenhängen untersucht worden, so:
- Photonenantrieb, speziell mit Laser[7][8][9][10]
- Mikrokameras[11][12]
- Miniaturrechner und Steuersoftware[7][8][9][10]
- Miniaturbatterien[13][14][15]
- Schutzmantel für Nanosatelliten, beispielsweise aus Berylliumkupfer[7][8][9][10]
- Lichtsegel und hohe eingestrahlte Energie,[16][17][18] neuere Arbeiten befassen sich mit der Ausformung der Segel[19]

## Details des Konzeptes
In der Entwicklungszeit soll eine Art Miniaturraumschiff von der Größe eines elektronischen Mikrochips (englisch “starchip”) entwickelt werden. Dieses soll nur aus einem beschichteten Wafer mit der Elektronik, also Steuercomputer, Energiequelle, Kamera, Empfänger, Sender und einem Sonnensegel zur Fortbewegung bestehen. Das Lichtsegel soll einige Meter groß, aber nur wenige Schichten von Atomen dick sein. Angetrieben werden soll es mit einem starken Laserstrahl, der das Sonnensegel 10 Minuten lang über eine Strecke von etwa 20 Millionen Kilometer bestrahlt. Damit das Segel möglichst wenig von dem Licht absorbiert und durch Reflexion eine möglichst hohe Beschleunigung in der Richtung des Strahls erfährt, muss es hochreflektiv sein.